# Palirisa lineosa
Palirisa lineosa är en fjärilsart som beskrevs av Walker 1855. Palirisa lineosa ingår i släktet Palirisa och familjen Eupterotidae. Inga underarter finns listade i Catalogue of Life.